# Herdenkingsmunten 35-jarig bestaan ERASMUS-programma
De Herdenkingsmunten 35-jarig bestaan ERASMUS-programma zijn speciale versies van de 2-euro munt.
Vanaf 1 juli 2022 is er een vijfde gemeenschappelijke herdenkingsmunt van € 2 uitgegeven die is gewijd aan het 35-jarig bestaan van het ERASMUS-programma. De munt is door alle EU-landen – die tevens in de eurozone zitten – uitgegeven, met ieder land weer zijn eigen versie. Dat betekent, zoals ook bij de vorige 4 gemeenschappelijke uitgiftes het geval was, dat Andorra, Monaco, San Marino en Vaticaanstad er geen hebben uitgebracht.
Er is aan elk euroland de mogelijkheid gegeven om diverse ontwerpen in te dienen bij de Europese Commissie. Nadat meer dan 70 muntontwerpen waren ingediend voor deze wedstrijd heeft een jury, na beoordeling van alle designs, hieruit een shortlist van 6 ontwerpen opgesteld. Het winnende ontwerp kon door de burgers en inwoners van de EU via stemming op een speciaal daartoe opgezette website worden gekozen. Op deze website kon vanaf 1 maart 2021 t/m 31 maart 2021 op een ontwerp worden gestemd. Het winnende ontwerp, met meer dan 20.000 van de ruim 70.000 uitgebrachte stemmen, werd op 15 april 2021 door de Europese Commissie bekendgemaakt en kwam van de hand van Joaquin Jimenez, ontwerper bij de Monnaie de Paris.

## Ontwerp van de munt
Het ontwerp is een combinatie van twee belangrijke elementen van het Erasmus-programma: de geestelijk vader, Erasmus zelf, en een allegorie van zijn invloed op Europa. Het eerste element wordt gesymboliseerd door een van de bekendste afbeeldingen van Erasmus. Het tweede element wordt gesymboliseerd door een straal van verbindingen die de munt van de ene baken naar de andere doorkruisen. Daarmee worden de talrijke intellectuele en menselijke uitwisselingen tussen de Europese studenten verbeeld. Sommige verbindingen vormen sterren, voortkomend uit de synergie tussen landen, als verwijzing naar Europa. Het getal 35, als weergave voor het 35-jarige bestaan van het Erasmus-programma, komt in een hedendaagse grafische stijl uit de sterren naar voren. Langs de buitenrand zijn de twaalf sterren van de Europese vlag afgebeeld.

## Overzicht deelnemende landen
| Afbeelding | Land                 | Opschrift                                       | Oplage     |
| ---------- | -------------------- | ----------------------------------------------- | ---------- |
|            | Eurolanden van de EU | 1987-2022 ERASMUS PROGRAMME ISSUING COUNTRY     | 35.368.000 |
|            | België               | BE 1987-2022 ERASMUS PROGRAMME                  | 900.000    |
|            | Cyprus               | 1987-2022 ERASMUS PROGRAMME ΚΥΠΡΟΣ KIBRIS       | 412.000    |
|            | Duitsland            | D 1987-2022 ERASMUS PROGRAMME                   | 17.365.000 |
|            | Estland              | 1987-2022 ERASMUSE PROGRAMM EESTI               | 1.000.000  |
|            | Finland              | FI 1987-2022 ERASMUS OHJELMA PROGRAMMET         | 400.000    |
|            | Frankrijk            | RF 1987-2022 ERASMUS PROGRAMME                  | 3.520.000  |
|            | Griekenland          | 1987-2022 ERASMUS PROGRAMME ΕΛΛΗΝΙΚΗ ΔΗΜΟΚΡΑΤΙΑ | 750.000    |
|            | Ierland              | 1987-2022 ERASMUS PROGRAMME éıre                | 500.000    |
|            | Italië               | RI 1987-2022 ERASMUS PROGRAMME                  | 3.000.000  |
|            | Letland              | 1987-2022 ERASMUS PROGRAMMA LATVIJA             | 308.000    |
|            | Litouwen             | 1987-2022 ERASMUS PROGRAMA LIETUVA              | 300.000    |
|            | Luxemburg            | 1987-2022 ERASMUS PROGRAMME LËTZEBUERG          | 170.000    |
|            | Malta                | 1987-2022 ERASMUS PROGRAMME MALTA               | 95.000     |
|            | Nederland            | NL 1987-2022 ERASMUS PROGRAMMA                  | 577.500    |
|            | Oostenrijk           | 1987-2022 ERASMUS PROGRAMM REPUBLIK ÖSTERREICH  | 2.540.000  |
|            | Portugal             | 1987-2022 PROGRAMA ERASMUS PORTUGAL             | 512.000    |
|            | Slovenië             | 1987-2022 PROGRAM ERASMUS SLOVENIJA             | 1.000.000  |
|            | Slowakije            | 1987-2022 ERASMUS PROGRAMME SLOVENSKO           | 1.000.000  |
|            | Spanje               | 1987-2022 ERASMUS PROGRAMME ESPAÑA              | 1.018.500  |